# Свети Илия (Копач)
„Свети Илия“ (на гръцки: Ιερός Ναός Προφήτου Ηλιού) е православна църква в сярското село Копач (Верги), Гърция, част от Сярската и Нигритска епархия. Църквата е енорийски храм.
Църквата е гробищен храм, разположен в северния край на селото. Построена е в 1979 - 1982 година, за което свидетелства мраморен надпис. Осветена е на 13 ноември 1982 година. В архитектурно отношение църквата е кръстокуполна базилика. В 1982 година е изписана с дарения от енорията. В 2002 година дворът на храма е павиран и е монтирана голяма желязна порта.